# Anathallis bolsanelloi
Anathallis bolsanelloi es una especie de orquídea epífita originaria de Brasil la cual se encuentra en Espírito Santo.

## Taxonomía
Anathallis bolsanelloi fue descrito por Chiron & V.P.Castro y publicado en Richardiana 9: 4 (2009 publ. 2008).